# Aptiv
Aptiv PLC — американсько-ірландський виробник автокомплектуючих у світі. Штаб-квартира — у місті Шаффгаузен, Швейцарія.
Aptiv виросла з нині неіснуючої американської компанії Delphi Automotive Systems, яка сама раніше була компонентом General Motors. 

## Діяльність
Delphi  був одним з основних постачальників автокомплектуючих на заводи General Motors. Загальна чисельність персоналу — 185 тис. осіб (з них 50 тис. в США). За даними Hoover's, в 2004 році виручка компанії склала $ 28,6 млрд, чистий збиток -$ 4,7 млрд.
За даними рейтингового агентства Standard & Poor's на 30 червня 2005 року, загальні активи компанії коштували $ 16,5 млрд при заборгованості $ 6 млрд.
У грудні 2017 року компанія продала свій підрозділ силових агрегатів і пов'язані з ним бізнеси на вторинному ринку (тепер це підрозділ Delphi Technologies компанії BorgWarner) і змінила свою назву на Aptiv PLC. У серпні 2019 року Aptiv і Hyundai Motor Group оголосили про плани створити спільне підприємство з автономного водіння вартістю 4 мільярди доларів США, в якому кожна з компаній матиме по 50% акцій. Компанії заявили, що спільне підприємство, штаб-квартира якого буде розташована в Бостоні, зосередиться на просуванні «проектування, розробки та комерціалізації автономних технологій SAE рівнів 4 і 5». Угода про створення спільного підприємства була завершена в березні 2020 року, а в серпні 2020 року воно отримало назву Motional.
У січні 2021 року Aptiv представила нову платформу для автоматизованого водіння, яку можна застосовувати на різних транспортних засобах і яку автовиробники можуть оновлювати бездротовим способом.
11 січня 2022 року Aptiv оголосила про придбання Wind River Systems, компанії, відомої своєю розробкою операційних систем реального часу.